# لاوكاينينا دي لاس تورس
بلدية لاوكاينينا دي لاس تورس (بالإسبانية: Lucainena de las Torres), هي بلدية تقع في مقاطعة المرية. جنوب شرق إسبانيا. يبلغ عدد سكانها 664 نسمة.

## وصلات خارجية
- نسخة محفوظة 10 مارس 2007 at Archive.is (بالإسبانية)